# Tony Scherr
Tony Scherr (New Haven, 1965) is een Amerikaanse jazzmuzikant (contrabas, basgitaar, gitaar, banjo).

## Biografie
Scherr begon op 5-leeftijd met het spelen op een kinderbas. Nadat hij als tiener voor het eerst op de gitaar was overgestapt en met zijn broer Peter in plaatselijke garagebands speelde, keerde hij terug naar de bas en toerde hij enkele jaren met Woody Herman en zijn orkest, voordat hij eind jaren 1980 naar New York kwam. Daar speelde hij met de jazzmuzikanten Al Gray, Maria Schneider, Dakota Staton, John Scofield, Stanley Turrentine, Steve Kuhn, daarna trad hij op als zanger en gitarist met eigen songs. Tijdens de jaren 1990 was hij o.a. betrokken bij opnamen van Joey Baron, Steven Bernstein, Al DiMeola, Allan Chase, Wolfgang Muthspiel, Brad Shepik, Ned Rothenberg, Scott Wendholt en Michael Blake. Gedurende vele jaren was hij lid van de formatie Sex Mob, bovendien in de bands Ursa Minor en Anton Fiers rockband The Golden Palominos. Tijdens de jaren 2000 werkte hij ook samen met Norah Jones, Bill Frisell, Jenny Scheinman, Nikolai Hess, John Lurie (The Legendary Marvin Pontiac: Greatest Hits) en zijn broer, de bassist Peter Scherr. Op het gebied van jazz was hij tussen 1986 en 2014 betrokken bij 84 opnamesessies.

## Privéleven
Scherr woont in Brooklyn.

## Discografie
- 2002: Come Around
- 2007: Twist in the Wind

- Bibliothèque nationale de France: cb14224999t (data)
- Gemeinsame Normdatei: 134940539
- International Standard Name Identifier: 0000 0000 5517 261X
- Library of Congress Control Number: no99057965
- MusicBrainz: a5c8dbe9-dcfb-435f-a44d-663b31086ffd
- Nationale Bibliotheek van Tsjechië: xx0163627
- Nationale Bibliotheek van Israël: 987007334871605171
- Système universitaire de documentation: 08075788X
- Virtual International Authority File: 26150868137522070372